# The Better Woman
The Better Woman è un film muto del 1915 diretto da Joseph A. Golden. Basato su un soggetto di Richard Campbell, aveva come interpreti Lenore Ulric, Edith Thornton, Lowell Sherman, Ben Graham, Charles Hutchison.

## Trama
Frank Barclay, un ingegnere che deve costruire un ponte, arriva dall'Est in una piccola città dell'Ovest. Di lui si innamora Kate Tripler, la figlia di un albergatore, una ragazza semplice e priva di studi. Peccato per lei che Franck sia già fidanzato con Aline Webster. Quando la sorella di Aline, Alicia, sposa l'amico e collega di Frank, Jim Travers, il giornale riporta erroneamente la sposa era Aline. Kate, gelosa, intercetta e distrugge una lettera a Frank, dove Aline gli spiegava l'equivoco. Scoraggiato dalla presunta perdita di Aline, Frank si ubriaca e sposa Kate.

Quando scopre la verità, però, Aline lo convince a restare con la moglie. La coppia si trasferisce a New York dove Kate cerca in tutti i modi di migliorare i suoi modi rozzi, mentre Frank si innamora pian piano di lei.

Durante una rivolta sindacale, Kate dimostra il proprio coraggio al contrario di Aline, dimostratasi invece una codarda. Kate ammette di avere distrutto la lettera di Aline; Frank, allora, la lascia con l'idea di tornare dalla vecchia fidanzata. Mentre Kate parte per tornare a casa, gli scioperanti tentano di fare saltare in aria la stazione ferroviaria. Torna allora indietro per avvertire Frank che sta per incontrare Aline su un ponte vicino. L'esplosione ferisce Kate e Frank si rende conto che è lei la "donna migliore".

## Produzione
Il film fu prodotto dalla Triumph Films.

## Distribuzione
Il copyright del film, richiesto dalla Triumph Film Corp., fu registrato il 18 settembre 1915 con il numero LP6620.

Distribuito dall'Equitable Motion Pictures Corporation, il film uscì nelle sale cinematografiche degli Stati Uniti il 1º novembre 1915.
Non si conoscono copie ancora esistenti della pellicola che viene considerata presumibilmente perduta.